# Carta de Pero Vaz de Caminha

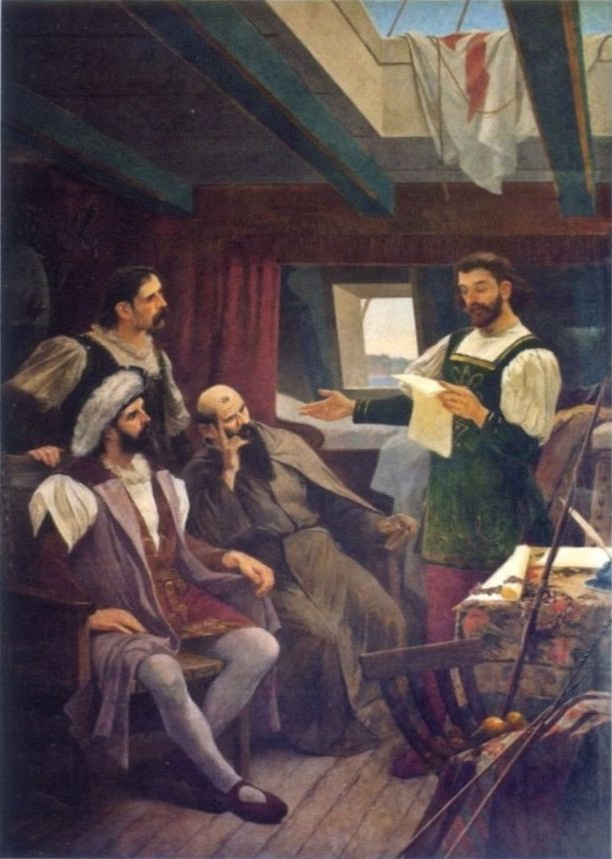
Pero Vaz de Caminha lê para o comandante Pedro Álvares Cabral, o Frei Henrique de Coimbra e o mestre João a carta que será enviada ao rei D. Manuel I.

A Carta de Pero Vaz de Caminha é o documento no qual Pero Vaz de Caminha registrou as suas impressões sobre a terra que posteriormente viria a ser chamada de Brasil. É o primeiro documento escrito da história do Brasil. Costuma ser considerada marco inicial da obra literária brasileira, apesar de, formalmente, ser documento de mero registro, já que traz em suas linhas a escrita da época, o estilo; e, nas entrelinhas, conta muito da história oculta do descobrimento.
Escrivão da frota de Pedro Álvares Cabral, Caminha enviou a carta para o rei D. Manuel I (1469-1521) para comunicar-lhe o descobrimento das novas terras. Datada de Porto Seguro (no litoral sul baiano da atual de acordo com Francisco Adolfo de Varnhagen), no dia 1 de maio de 1500, foi levada a Portugal por Gaspar de Lemos, comandante do navio de mantimentos da frota.       
A carta conservou-se inédita por mais de dois séculos no Arquivo Nacional da Torre do Tombo, em Lisboa. Foi descoberta, em 1773, por José de Seabra da Silva e publicada pelo historiador Manuel Aires de Casal na sua Corografia Brasílica (1817).
Em 2005, foi inscrita no Programa Memória do Mundo da Organização das Nações Unidas para a Educação, a Ciência e a Cultura (UNESCO).

## Conteúdo da Carta de Pero Vaz de Caminha

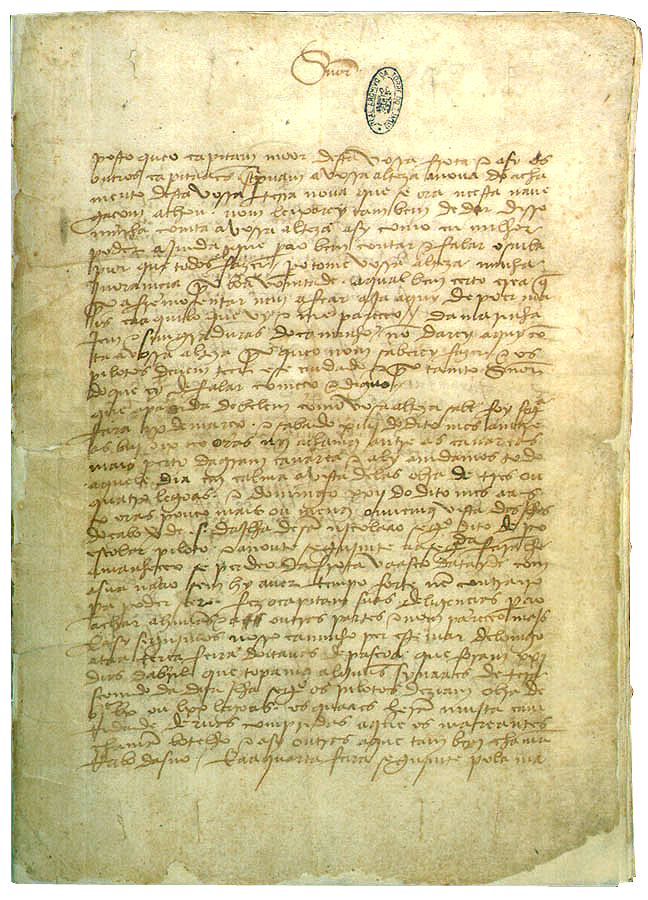
Carta ao rei D. Manuel, comunicando o descobrimento da Ilha da Vera Cruz

A Carta é exemplo do deslumbramento do europeu diante do Novo Mundo. Contudo, apresenta informações equivocadas.
Em princípio, Caminha pedia desculpas pela Carta, a qual considerava "inferior". O escrevente documenta os traços de terra e o momento de vista da terra (quando se avistou o Monte Pascoal, a que deu-se o nome de Ilha da Vera Cruz).
Os portugueses seguem até a praia, onde acontece o primeiro contato com os índios, quando os portugueses praticam o primeiro escambo com os indígenas. Menciona-se também o pau-brasil e é narrada a Primeira Missa na nova terra.

## A Carta de Pero Vaz de Caminha
"Ali veríeis galantes, pintados de preto e vermelho, e quartejados, assim pelos corpos como pelas pernas, que, certo, assim pareciam bem. Também andavam entre eles quatro ou cinco mulheres, novas, que assim nuas, não pareciam mal. Entre elas andava uma, com uma coxa, do joelho até o quadril e a nádega, toda tingida daquela tintura preta; e todo o resto da sua cor natural. Outra trazia ambos os joelhos com as curvas assim tintas, e também os colos dos pés; e suas vergonhas tão nuas, e com tanta inocência assim descobertas, que não havia nisso desvergonha nenhuma.
Todos andam rapados até por cima das orelhas; assim mesmo de sobrancelhas e pestanas.
Trazem todos as testas, de fonte a fonte, tintas de tintura preta, que parece uma fita preta da largura de dois dedos.
Mostraram-lhes um papagaio pardo que o Capitão traz consigo; tomaram-no logo na mão e acenaram para a terra, como se os houvesse ali.
Mostraram-lhes um carneiro; não fizeram caso dele.
Mostraram-lhes uma galinha; quase tiveram medo dela, e não lhe queriam pôr a mão.
Depois lhe pegaram, mas como espantados.
Deram-lhes ali de comer: pão e peixe cozido, confeitos, fartéis, mel, figos passados. Não quiseram comer daquilo quase nada; e se provavam alguma coisa, logo a lançavam fora.
Trouxeram-lhes vinho em uma taça; mal lhe puseram a boca; não gostaram dele nada, nem quiseram mais.
Trouxeram-lhes água em uma albarrada, provaram cada um o seu bochecho, mas não beberam; apenas lavaram as bocas e lançaram-na fora.
Viu um deles umas contas de rosário, brancas; fez sinal que lhas dessem, e folgou muito com elas, e lançou-as ao pescoço; e depois tirou-as e meteu-as em volta do braço, e acenava para a terra e novamente para as contas e para o colar do Capitão, como se dariam ouro por aquilo."CAMINHA, Pero de Vaz.

## Outros relatos sobre a viagem

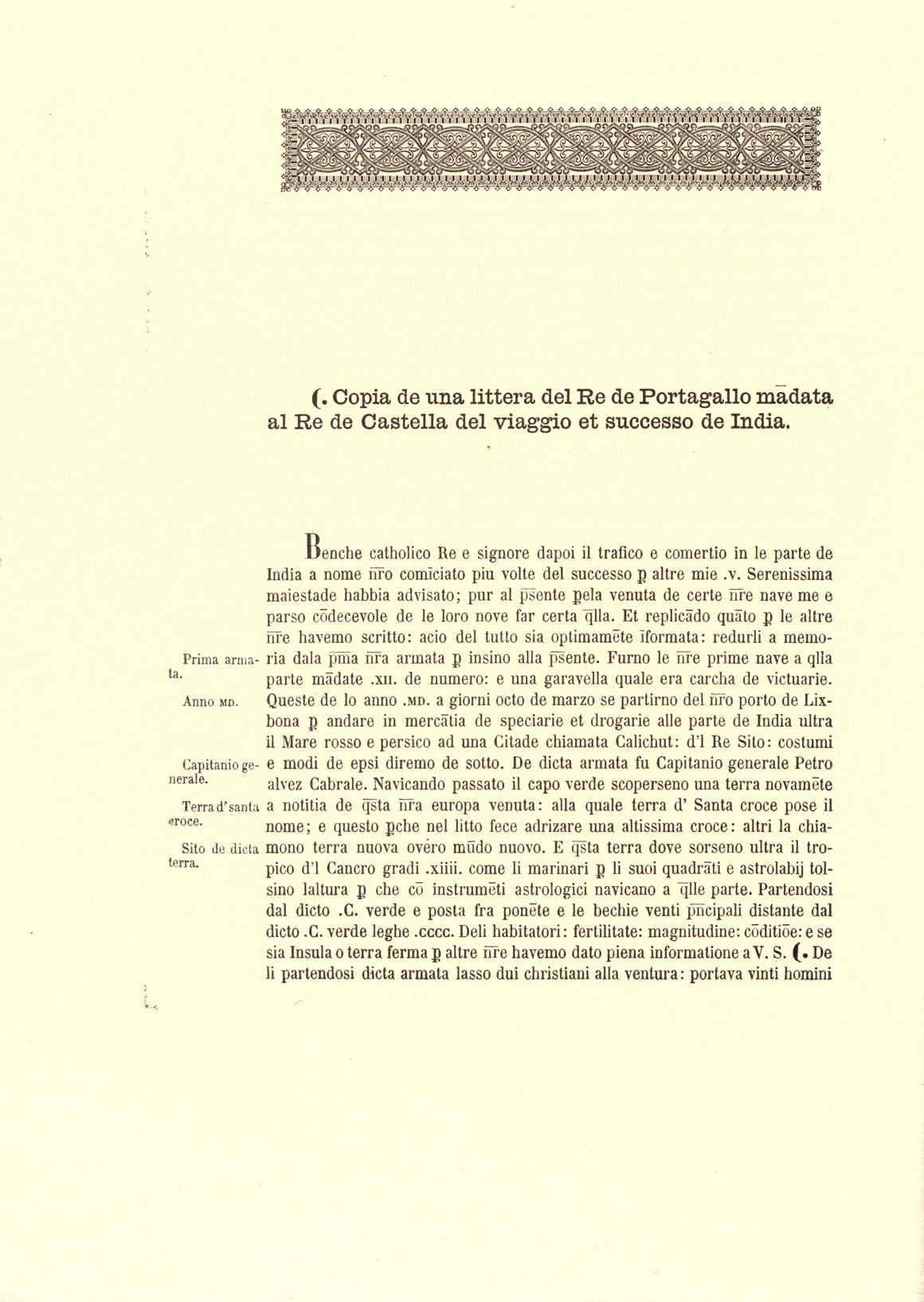
Cópia da carta do Rei de Portugal mandada ao Rei de Castela sobre o Descobrimento do Brasil.

Além da Carta de Pero Vaz de Caminha, importante documento na historiografia do país, o primeiro texto impresso que se refere exclusivamente ao descobrimento do Brasil é o panfleto anônimo, escrito em italiano, "Copia di una lettera del Re di Portogallo mandata al Re di Castella del viaggio & successo dell' India" (Cópia de uma carta do Rei de Portugal mandada ao Rei de Castela acerca da viagem e sucesso da Índia), publicada inicialmente em Roma, em 23 de outubro de 1505, por mestre João de Basicken e logo a seguir em Milão, no mesmo ano:
"Lembra William Brooks Greenlee que 'a autenticidade desta carta é contestável, mas é o mais antigo relato impresso da viagem de Cabral hoje existente.' Apesar disso, como já ressaltou Rubens Borba de Moraes, 'para os brasileiros este panfleto guarda grande interesse, visto que contém as primeiras notícias impressas da descoberta do Brasil pelo "Capitano Generale Petro Alves Cabrale...alla quale terra d'Santa Croce pose il nome..."  " (in: Brasiliana da Biblioteca Nacional. p. 33)

## O pedido final
No último parágrafo da carta, Caminha apelou a D. Manuel para que libertasse do cárcere o seu genro, casado com sua filha Isabel, preso por assalto e agressão. Eis o trecho final no qual o cronista faz o pedido:
"E pois que, Senhor, é certo que tanto neste cargo que levo como em outra qualquer coisa que de Vosso serviço for, Vossa Alteza há de ser de mim muito bem servida, a Ela peço que, por me fazer singular mercê, mande vir da ilha de São Tomé a Jorge de Osório, meu genro—o que d'Ela receberei em muita mercê. Beijo as mãos de Vossa Alteza. Deste Porto Seguro, da vossa Ilha da Vera Cruz, hoje, sexta-feira, 1º dia de maio de 1500."